# Saint-Pandelon
Saint-Pandelon is een gemeente in het Franse departement Landes (regio Nouvelle-Aquitaine) en telt 667 inwoners (1999). De plaats maakt deel uit van het arrondissement Dax.

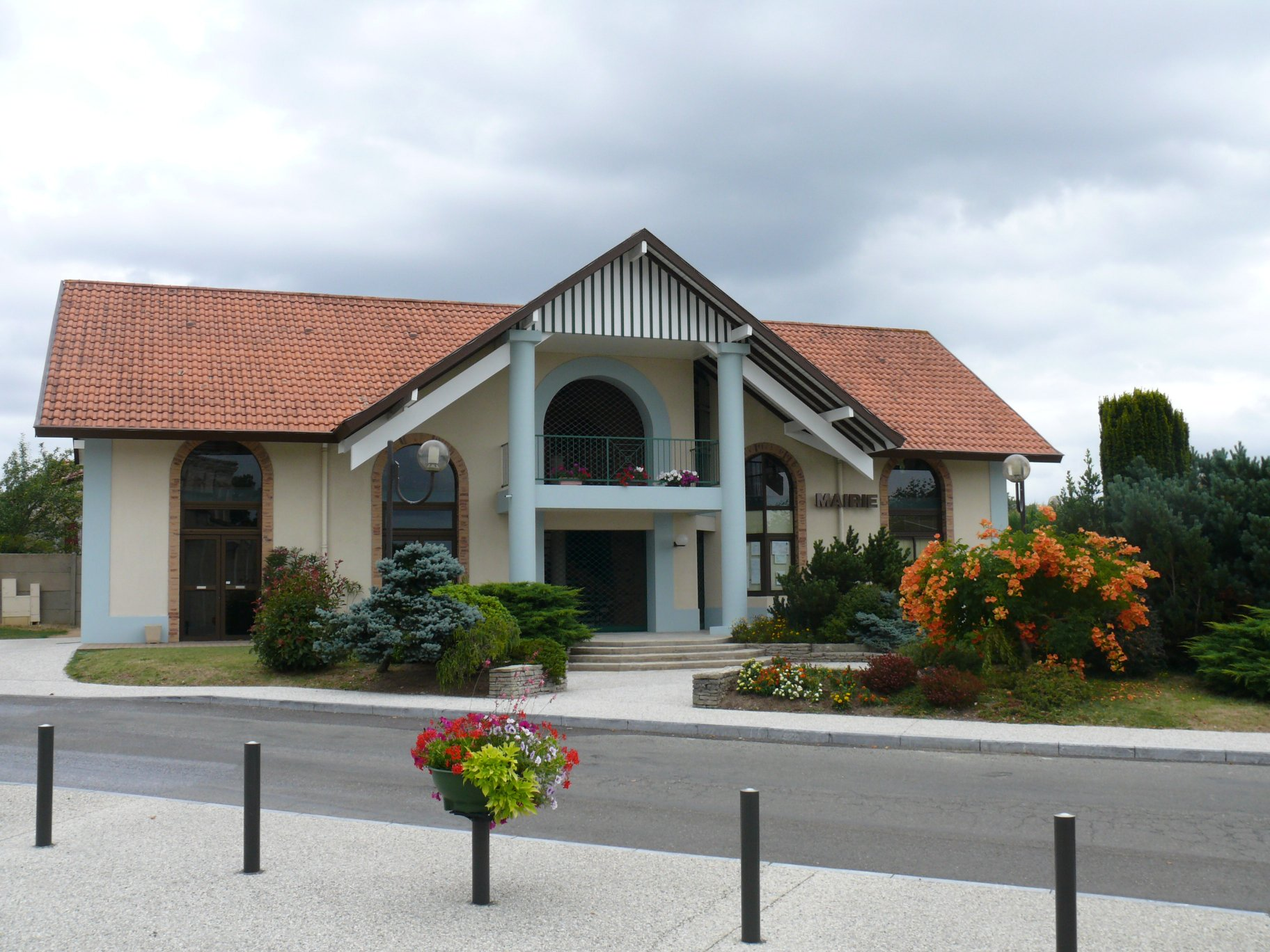
Gemeentehuis
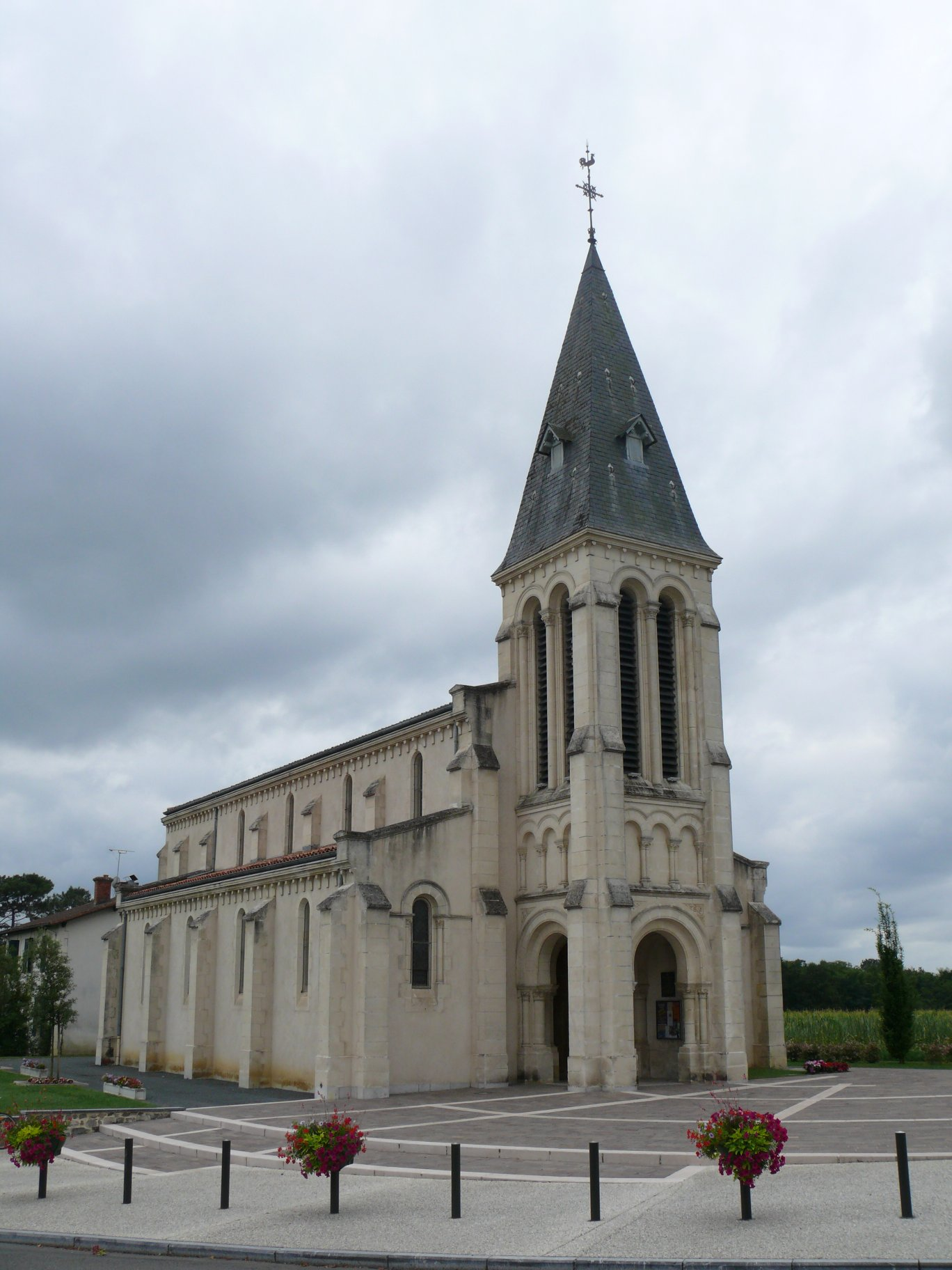
Kerk Saint-Pantaléon-et-Saint-Barthélémy

## Geografie
De oppervlakte van Saint-Pandelon bedraagt 9,2 km², de bevolkingsdichtheid is 72,5 inwoners per km².
De onderstaande kaart toont de ligging van Saint-Pandelon met de belangrijkste infrastructuur en aangrenzende gemeenten.

## Demografie
Onderstaande figuur toont het verloop van het inwonertal (bron: INSEE-tellingen).